# 阿古斯蒂娜·戈尔塞拉尼
阿古斯蒂娜·戈尔塞拉尼（西班牙語：Agustina Gorzelany，1996年3月11日—），阿根廷女子曲棍球运动员，2019年泛美运动会女子金牌得主、2020年夏季奥林匹克运动会女子银牌得主、2023年泛美运动会女子金牌得主、2024年夏季奥林匹克运动会女子铜牌得主。